# Штитњак
Штитњак је насељено место у саставу града Пожеге, у Славонији, Република Хрватска.

## Становништво
Насеље је према попису становништва из 2011. године имало 54 становника.
| Националност       | 1991.       |
| Хрвати             | 56 (93,33%) |
| Срби               | 4 (6,66%)   |
| Југословени        | 0           |
| остали и непознато | 0           |
| Укупно             | 60          |